# Cartucho Lefaucheux

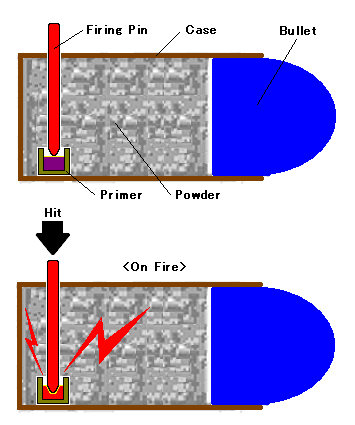
Visão esquemática de um cartucho Lefaucheux

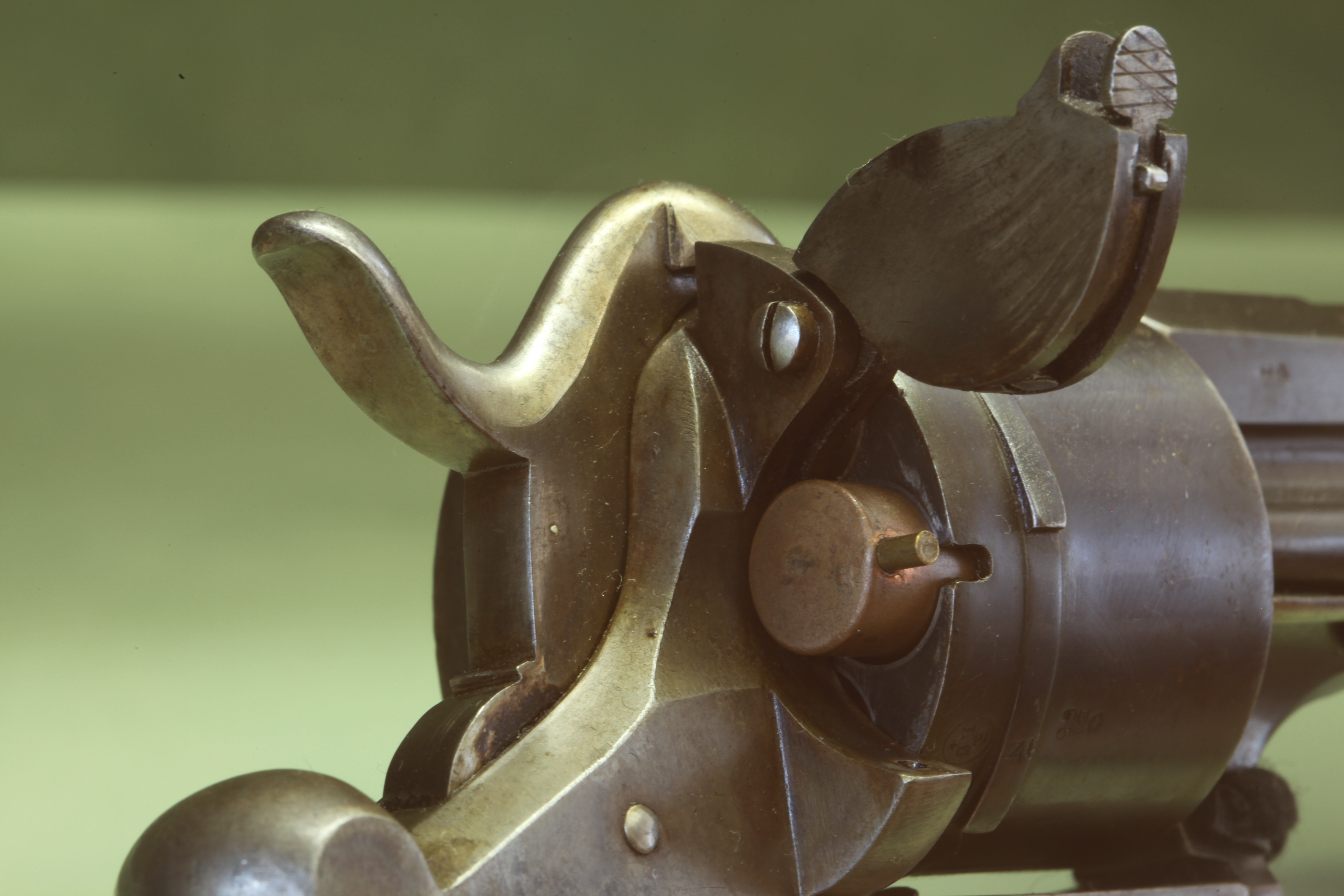
Detalhe do mecanismo de percussão lateral para o cartucho Lefaucheux

O cartucho Lefaucheux (também chamado de cartucho de pino ou cartucho de espiga), é um tipo de cartucho metálico, já obsoleto, no qual a espoleta é acionada, batendo num pequeno pino que sai pela lateral do estojo, logo acima da base. Ele foi inventado pelo francês Casimir Lefaucheux no início da década de 1830, mas só foi patenteado em 1835, ele foi um dos primeiros desenhos práticos de cartuchos metálicos. Sua história está muito associada com o desenvolvimento do sistema de "carga pela culatra da arma", substituindo o sistema de "carga frontal" (antecarga), pela "boca" do cano, que era o padrão até então.[carece de fontes?]